# Ermanno Olmi
Ermanno Olmi (ur. 24 lipca 1931 w Bergamo, zm. 5 maja 2018 w Asiago) – włoski reżyser, scenarzysta, operator, montażysta i producent filmowy. Laureat wielu nagród filmowych, m.in. Złotej Palmy na 31. MFF w Cannes za film Drzewo na saboty (1978) oraz Złotego Lwa na 45. MFF w Wenecji za film Legenda o świętym pijaku (1988).

## Życiorys
Przyszedł na świat w Bergamo, skąd jego rodzina przeprowadziła się wkrótce do Treviglio. Obydwie miejscowości znajdują się na północy Włoch, w regionie Lombardia, w którym Olmi nakręcił większość swoich filmów. Wychował się w tradycyjnej rodzinie katolickiej (ojciec zginął w czasie II wojny światowej) i stąd jego filmy nasycone są duchem chrześcijaństwa.
Swoją żonę Loredanę Detto poznał na planie jednego ze swoich pierwszych filmów, Posada (1961). Detto zagrała w nim główną rolę Antonietty Masetti. Para doczekała się trojga dzieci i jest razem już od ponad 50 lat.

## Styl filmowy
Jego styl filmowy wywodzi się z tradycji włoskiego neorealizmu, a właściwie z niejakiej opozycji w stosunku do niego, gdyż Olmi obsadzał w swych filmach amatorów w naturalnych wnętrzach i plenerach, a nie aktorów profesjonalnych, jak zwykle robili to neorealiści. Charakterystyczne dla twórczości Olmiego są długie, powolne ujęcia. Jego filmy przeważnie mają także zacięcie społeczne – reżyser był zawsze wrażliwy na krzywdę ludzką. Głęboka wiara i nauka Kościoła katolickiego również odcisnęły trwały wpływ na jego twórczość.

## Filmografia

### reżyser
- 1959: Czas się zatrzymał (Il tempo si è fermato)
- 1961: Posada (Il posto)
- 1963: Narzeczeni (I fidanzati)
- 1965: I przyszedł człowiek (E venne un uomo)
- 1967: Racconti di giovani amori
- 1968: Fatalny dzień (Un certo giorno)
- 1970: Zbieracze (I recuperanti) – telewizyjny
- 1971: Latem (Durante l’estate)
- 1974: La circostanza
- 1978: Drzewo na saboty (L’albero degli zoccoli)
- 1983: Camminacammina
- 1987: Niech żyje czcigodna pani! (Lunga vita alla signora!)
- 1988: Legenda o świętym pijaku (La leggenda del santo bevitore)
- 1993: Tajemnica starego lasu (Il segreto del bosco vecchio)
- 1994: Genezis – od stworzenia do potopu (Genesi: La creazione e il diluvio)
- 2001: Rzemiosło wojenne (Il mestiere delle armi)
- 2003: Śpiewając za parawanami (Cantando dietro i paraventi)
- 2005: Bilety (Tickets) – nowela
- 2007: Sto gwoździ (Centochiodi)
- 2009: Matka Ziemia (Terra madre) – dokumentalny
- 2011: Wioska z kartonu (Il villaggio di cartone)
- 2014: I znów zazielenią się łąki (Torneranno i prati)
- 2017: Vedete, sono uno i voi

## Odznaczenia
- Order Zasługi Republiki Włoskiej:
  - Gran Croce (Krzyż Wielki) – 2004[3]
  - Grande Ufficiale (Wielki Oficer) – 2001[4]
  - Commendatore (Komandor) – 1995[5]
- Medaglia d’oro ai benemeriti della cultura e dell’arte (Złoty Medal dla Zasłużonych dla Kultury i Sztuki) – 2004[6]

## Nagrody
- Nagroda na MFF w Wenecji Nagroda Włoskich Krytyków Filmowych: 1961: Posada
- David di Donatello Najlepszy reżyser: 1962: Posada
- Nagroda Katolickiego Biura Filmowego Nagroda Katolickiego Biura Filmowego (OCIC) za Najlepszy film: 1963: Narzeczeni
- Nagroda na MFF w San Sebastián Wyróżnienie Specjalne: 1974: La circostanza
- Nagroda BAFTA Nagroda im. Roberta Flaherty’ego za Najlepszy film dokumentalny: 1978: Drzewo na saboty
- Cezar Najlepszy film zagraniczny: 1979: Drzewo na saboty
- Nagroda na MFF w Cannes Złota Palma: 1978: Drzewo na saboty
- Nagroda BAFTA Nagroda im. Roberta Flaherty’ego za Najlepszy film dokumentalny: 1978: Drzewo na saboty
- Nagroda na MFF w Wenecji Srebrny Lew za Najlepszy scenariusz: 1987: Niech żyje czcigodna pani!
- Międzynarodowa Federacja Krytyków Filmowych Nagroda Międzynarodowej Federacji Krytyki Filmowej (FIPRESCI): 1987: Niech żyje czcigodna pani!
- Nagroda na MFF w Wenecji Złoty Lew: 1988: Legenda o świętym pijaku
- David di Donatello Najlepszy reżyser: 1989: Legenda o świętym pijaku
- David di Donatello Najlepszy film: Najlepszy reżyser: Najlepszy scenariusz: 2002:  Rzemiosło wojenne